# TV Saitama
Television Saitama Co., Ltd.  (jap. 株式会社テレビ埼玉 Kabushiki-gaisha Terebi Saitama, abgekürzt TVS) ist ein japanischer Fernsehsender mit Sitz in Urakawa-ku, der unter der Marke Teletama (jap. テレ玉) sendet und in der Präfektur Saitama zu empfangen ist.

## Geschichte
- 1. April 1979: Analog-Ausstrahlung beginnt offiziell.
- 1. Dezember 2005: Digitaler Rundfunk beginnt offiziell.
- 1. April 2006: Beginn der Geschäftstätigkeit als „Teletama“.